# Bo Gunge
Bo Gunge (født 22. april 1964 i København) er dansk komponist.
Efter uddannelse som cand.mag. i musik og drama dimitteredes Bo Gunge i 1997 fra Det Jyske Musikkonservatorium med en diplomeksamen i komposition. 
Bo Gunge har modtaget flere danske og internationale priser for sine værker. I 2005 var han huskomponist for Sønderjyllands Symfoniorkester, og han har endvidere arbejdet sammen med DR Radiosymfoniorkestret, Den Jyske Opera og andre ledende danske ensembler. Også i udlandet har Gunges musik haft bevågenhed, senest med 2005-festivalen i Breganz, hvor hans ”(uden titel) – for 10 instrumenter” (2001) var kritikerfavorit blandt værker, der skulle repræsentere Danmark i et kulturfremstød for dansk musik.
Bo Gunge har komponeret inden for flere af den klassiske musiks traditionelle genrer, således operaen ”Orfeus elsker Eurydike” (2004), ”Requiem” (2004), ”Symfoni” (2006), ”Koncert for obo og orkester” (2002) samt kor- og kammermusik. Ofte anvendes ganske overraskende instrumentbesætninger i værkerne. Bo Gunges klangverden er påvirket af såvel den eksperimenterende moderne kunstmusik som den klassiske musiks insisteren på harmoni og melodi samt inspireret af rytmisk musik. 
	Karakteristisk for Gunge er hans afsøgen af den klasssiske musiks muligheder. Adskillige værker, f.eks. samarbejdet med jazzmusikeren Pierre Dørge om det dramatiske korværk ”Isbrand” (1992), skrevet til det århusianske kor Vocal Line, og ”Stjernekoncert” (2002), realiseret som multimedieforestilling på Steno Museets planetarium, er skabt i en udforskende dialog med andre genrer og kunstarter. 
	Tilsvarende spænder kompositionernes tematiske inspiration sig over så forskellige emner som astro-fysisk forskning, litteratur, dansk middelalder, myter og religion. Eksempler herpå er tonedigtet ”Kongen Falder” (2007) over en central episode i Johannes V. Jensens roman ”Kongens Fald” og de af oldtidsriter inspirerede ”Månebryllupssange” (1993).

## Værker i udvalg
- "Da Hansen lærte at fløjte" (1989/2004) – for symfoniorkester.
- "Månebryllupssange" (1993) – for mandskor, kvindekor, piccolo og trombone.
- "Bevæggrunde" (1994) – for fløjte, klarinet, slagtøj, guitar, piano, violin og 'cello.
- "Sonatine" (2000) – for piano solo.
- "(uden titel) – for 10 instrumenter" (2001) – for altfløjte, engelsk horn, basklarinet, fagot, horn og strygekvintet.
- "Alting har en tid" (2002) – for kor a cappella (SATB).
- "Koncert for obo og orkester" (2002) – for solo obo og symfoniorkester.
- "Orfeus elsker Eurydike" (2004) – for fire sangere (SATB), pigekor og ensemble: Fløjte, slagtøj, harpe og 'cello. Familieopera over Orfeus-myten.
- "3 sange" (2005) – for sangstemme og piano.
- "Kongen falder" (2007) – for symfoniorkester.